# وسکواتو
وسکواتو (به ایتالیایی: Vescovato) یک کومونه در ایتالیا است که در استان کریمونا واقع شده‌است. وسکواتو ۱۷٫۴ کیلومتر مربع مساحت و ۳٬۷۸۳ نفر جمعیت دارد و ۴۶ متر بالاتر از سطح دریا واقع شده‌است.